# Société d’intérêt collectif agricole d’électricité
La société d’intérêt collectif agricole d’électricité (SICAE) est en France un acteur sur le marché de l'électricité en France exerçant sur un périmètre géographique limité (en général plusieurs communes d'un même département) et catégorisé avec la régie de droit public parmi les entreprises locales de distribution (ELD).
Apparues, après la Première Guerre mondiale, pour favoriser l'électrification des campagnes, elles n'ont pas été nationalisées en 1946 comme les entreprises privées d'électricité et donc pas été intégrées à l'alors nouvellement créée Électricité de France (EDF) qui regroupa production, distribution et commercialisation de l'électricité en France. Les ELD  desservent en 2015, 1 000 communes dans 18 départements, soit avec les régies, environ 5 % de la distribution de l'électricité nationale, le reste étant assuré par Enedis, filiale d'EDF. 
Du fait de leur taille réduite, les SICAE ne sont pas soumises aux mêmes obligations qu'EDF, aux termes de la loi du 7 décembre 2006 qui précise que « la gestion d'un réseau de distribution d'électricité ou de gaz naturel desservant plus de 100 000 clients sur le territoire métropolitain continental est assurée par des personnes morales distinctes de celles qui exercent des activités de production ou de fourniture d'électricité ou de gaz naturel ». Elles ont donc pu conserver en une seule structure intégrée leurs activités de production, de distribution et de commercialisation.

## Historique
Au début du XXe siècle en France, l'électrification était assurée par des sociétés privées, favorisant les zones urbanisées à l'investissement plus rentable et délaissant les campagnes. En 1906, une loi fut promulguée créant un régime de concession par l'État et en 1920 une loi permettant la création de nouvelles sociétés coopératives, les Sociétés coopératives d'intérêt agricole (SICA). Cinq ans plus tard, en 1925, des regroupements d'agriculteurs avaient créé une cinquantaine de SICA d'électricité ou SICAE desservant un millier de communes.  
Considérant que ses SICAE remplissaient une mission de service public, elles ne furent pas incluses dans la loi de nationalisation de 1946 et la plupart décidèrent de rester indépendantes.

## Les principales SICAE
Les principales SICAE sont :
- SICAE de l'Aisne
- SICAE-Oise
- SICAE de la Somme et du Cambraisis
- SICAE de la Vallée du Sausseron (Val-d'Oise)
- SICAE ELY (fusion en 1999 des SICAE de Prouais Rosay en Eure-et-Loir et de la SICAERO, région d'Orgerus dans les Yvelines)[5]
- SICAE Est (Haute-Saône, Haute-Marne et  Vosges)
- SICAE de Précy-Saint-Martin (Aube)
- SICAE de la Ferté-Alais (Essonne)
- SICAP (région de Pithiviers, Loiret)
- Coopérative d'électricité de Saint-Martin-de-Londres (CESML)
- SER (région de Noyon, Oise)
- SICAE du CARMAUSIN (Tarn)